# 宇都宮宏綱
宇都宮 宏綱（うつのみや ひろつな、寛文4年（1664年） - 正徳元年（1711年）5月）は、下野の戦国大名宇都宮氏の嫡流の子孫で、水戸藩家老。宇都宮隆綱の子。子に宇都宮寿綱。弟に宇都宮陳綱（兵庫、尾羽城之介綱栄、綱英）、尾羽綱利（尾羽平蔵）。

## 生涯
貞享4年（1687年）正月、小姓頭列となる。元禄3年（1690年）10月家老であった父が致仕し、家督を継いで700石を賜る。そののち、書院番頭、大番頭、大寄合頭を歴任して、宝永4年（1707年）44歳で家老となり、計1,000石を給される。正徳元年5月に在職のまま没する。